# Discografia de The Smashing Pumpkins
A discografia de The Smashing Pumpkins, uma banda de rock alternativo norte-americana formada em 1987 em Chicago, consiste em treze álbuns de estúdio, quatro álbuns ao vivo, sete álbuns de compilação, seis Extended Plays (EP), sessenta e um singles (incluindo dezessete singles promocionais), quatro álbuns de vídeo, trinta e oito vídeos musicais e cinco trilhas sonoras.
Menos influenciados pelo punk rock do que outras bandas contemporâneas de rock alternativo, a banda possui uma sonoridade bastante diversa, densa, com uma forte presença de guitarras e com elementos de grunge, rock gótico, heavy metal, dream pop, rock psicodélico, rock progressivo, um estilo de produção shoegaze e, posteriormente, música eletrônica. O líder da banda, Billy Corgan, é o principal compositor - suas grandes ambições musicais e letras catárticas moldaram as canções e álbuns da banda, que têm sido descritos como "angustiados, relatos da terra de pesadelos de Billy Corgan."
Os Smashing Pumpkins foi uma das maiores e mais aclamadas bandas dos anos 90. Até 2012, a banda já havia vendido mais de 16,7 milhões de cópias somente nos Estados Unidos.

## Álbuns de estúdio
| Ano                                         | Detalhes do álbum | Melhores posições nas paradas | Melhores posições nas paradas | Melhores posições nas paradas | Melhores posições nas paradas | Melhores posições nas paradas | Melhores posições nas paradas | Melhores posições nas paradas | Melhores posições nas paradas | Melhores posições nas paradas | Melhores posições nas paradas | Melhores posições nas paradas | Certificações |
| Ano                                         | Detalhes do álbum | EUA                           | AUS                           | BEL                           | BEL                           | CAN                           | FRA                           | ALE                           | IRL                           | HOL                           | NZ                            | UK                            | Certificações |
| ------------------------------------------- | --- | ----------------------------- | ----------------------------- | ----------------------------- | ----------------------------- | ----------------------------- | ----------------------------- | ----------------------------- | ----------------------------- | ----------------------------- | ----------------------------- | ----------------------------- | ------------- |
| 1991                                        | Gish - Lançado: 28 de maio de 1991 - Selo: Caroline, Hut - Formato: CD, Cassette (CS), LP                                                                     | 195                           | 51                            | —                             | —                             | 125                           | —                             | —                             | —                             | —                             | 40                            | —                             | - UK: Ouro    |
| 1993                                        | Siamese Dream - Lançado: 27 de julho de 1993 - Selo: Virgin - Formato: CD, CS, 2×LP                                                                           | 10                            | 7                             | —                             | —                             | 3                             | —                             | 64                            | 50                            | 22                            | 3                             | 4                             | - UK: Ouro    |
| 1995                                        | Mellon Collie and the Infinite Sadness - Lançado: 24 de outubro de 1995 - Selo: Virgin - Formato: 2×CD, 2×CS, 3×LP, 2×MiniDisc                                | 1                             | 1                             | 2                             | 3                             | 2                             | 34                            | 21                            | 51                            | 6                             | 1                             | 4                             | - UK: Platina |
| 1998                                        | Adore - Lançado: 2 de junho de 1998 - Selo: Virgin - Formato: CD, CS, 1.5×LP                                                                                  | 2                             | 1                             | 1                             | 8                             | 2                             | 1                             | 3                             | —                             | 5                             | 1                             | 5                             | - UK: Ouro    |
| 2000                                        | Machina/The Machines of God - Lançado: 29 de fevereiro de 2000 - Selo: Virgin - Formato: CD, CS, 2×LP, MiniDisc                                               | 3                             | 2                             | 4                             | 8                             | 2                             | 4                             | 4                             | 3                             | 15                            | 4                             | 7                             | - UK: Prata   |
| 2000                                        | Machina II/The Friends & Enemies of Modern Music - Lançado: 5 de setembro de 2000 - Selo: Constantinople - Formato: 3×10-inch+2×LP, digital download          | —                             | —                             | —                             | —                             | —                             | —                             | —                             | —                             | —                             | —                             | —                             | [I]           |
| 2007                                        | Zeitgeist - Lançado: 10 de julho de 2007 - Selo: Reprise, Martha's Music - Formato: CD, CD+DVD, digital download                                              | 2                             | 7                             | 6                             | 8                             | 1                             | 24                            | 7                             | 5                             | 7                             | 1                             | 4                             | - NZ: Ouro    |
| 2012                                        | Oceania - Lançado: 19 de junho de 2012 - Selo: EMI, Martha's Music - Formato: CD, digital download, LP                                                        | 4                             | 8                             | 25                            | 27                            | 4                             | 33                            | 36                            | 24                            | 34                            | 9                             | 19                            |               |
| 2014                                        | Monuments to an Elegy - Lançado: 9 de dezembro de 2014 - Selo: Martha's Music - Formato: CD, digital download, LP                                             | 33                            | 55                            | 136                           | 142                           | —                             | 154                           | 62                            | 83                            | 94                            | —                             | 59                            |               |
| 2018                                        | Shiny and Oh So Bright, Vol. 1 / LP: No Past. No Future. No Sun. - Lançado: 16 de novembro de 2018 - Selo: Napalm Records - Formato: CD, digital download, LP | 54                            | 63                            | 71                            | 58                            | 66                            | 123                           | 20                            | 84                            | 79                            | —                             | 43                            |               |
| 2020                                        | Cyr - Lançado: 27 de novembro de 2020 - Selo: Sumerian Records - Formato: CD, digital download, LP                                                            | 86                            | 36                            | 154                           | 49                            | 66                            | 104                           | 31                            | 95                            | —                             | —                             | 71                            |               |
| 2023                                        | Atum: A Rock Opera in Three Acts - Lançado: 5 de maio de 2023 - Selo: Martha's Music - Formato: CD, digital download, LP                                      | 111                           | 5                             | 64                            | 51                            | —                             | 131                           | 18                            | —                             | —                             | —                             | 85                            |               |
| 2024                                        | Aghori Mhori Mei - Lançado: 2 de agosto de 2024 - Selo: Martha's Music - Formato: CD, digital download, LP                                                    | 130                           | —                             | 101                           | —                             | —                             | —                             | 51                            | —                             | —                             | —                             | —                             |               |
| "—" os álbuns que não aparecem nas paradas. | |                               |                               |                               |                               |                               |                               |                               |                               |                               |                               |                               |               |

- I↑  Machina II/The Friends & Enemies of Modern Music foi lançado exclusivamente pela internet, não sendo elegível para certificação.

## Compilações
| Ano                                         | Detalhes do álbum                                                                                 | Melhores posições nas paradas | Melhores posições nas paradas | Melhores posições nas paradas | Melhores posições nas paradas | Melhores posições nas paradas | Melhores posições nas paradas | Melhores posições nas paradas | Melhores posições nas paradas | Melhores posições nas paradas | Certificações  |
| Ano                                         | Detalhes do álbum                                                                                 | US                            | AUS                           | BEL                           | BEL                           | CAN                           | ALE                           | IRE                           | NZ                            | UK                            | Certificações  |
| ------------------------------------------- | ------------------------------------------------------------------------------------------------- | ----------------------------- | ----------------------------- | ----------------------------- | ----------------------------- | ----------------------------- | ----------------------------- | ----------------------------- | ----------------------------- | ----------------------------- | -------------- |
| 1994                                        | Siamese Singles - Lançado: Julho de 1994 - Selo: Virgin - Formato: 4×7-inch box set               | —                             | —                             | —                             | —                             | —                             | —                             | —                             | —                             | —                             |                |
| 1994                                        | Pisces Iscariot - Lançado: 4 de outubro de 1994 - Selo: Virgin - Formato: CD, CS, LP, LP+7-inch   | 4                             | 17                            | —                             | —                             | 17                            | —                             | —                             | 2                             | 96                            | - NZ: Ouro     |
| 1996                                        | The Aeroplane Flies High - Lançado: 26 de novembro de 1996 - Selo: Virgin - Formato: 5×CD box set | 42                            | —                             | —                             | —                             | —                             | —                             | —                             | —                             | 160                           | - EUA: Platina |
| 2001                                        | Rotten Apples - Lançado: 20 de novembro de 2001 - Selo: Virgin - Formato: CD, CS - Greatest hits  | 31                            | 4                             | 15                            | 37                            | 5                             | 28                            | 6                             | 5                             | 28                            | - UK: Ouro     |
| 2001                                        | Judas O - Lançado: 20 de novembro de 2001 - Selo: Virgin - Formato: CD                            | —                             | —                             | —                             | —                             | —                             | —                             | —                             | —                             | —                             |                |
| 2005                                        | Rarities and B-Sides - Lançado: 5 de abril de 2005 - Selo: EMI - Formato: Download digital        | —                             | —                             | —                             | —                             | —                             | —                             | —                             | —                             | —                             |                |
| "—" os álbuns que não entraram nas paradas. |                                                                                                   |                               |                               |                               |                               |                               |                               |                               |                               |                               |                |

### Compilação promocional
| Ano  | Detalhes do álbum                                                                           |
| ---- | ------------------------------------------------------------------------------------------- |
| 1999 | The Smashing Pumpkins 1991–1998 - Lançamento: dezembro de 1999 - Selo: Virgin - Formato: CD |

## Álbuns ao vivo
| Ano  | Detalhes do álbum | Comentários |
| ---- | --- | --- |
| 1994 | Earphoria - Lançamento promocional: 4 de outubro de 1994 - Lançamento comercial: 19 de novembro de 2002 - Selo: Virgin - Formato: CD | Vieuphoria. |
| 1995 | Live in Chicago October 23, 1995 - Lançado: Novembro de 1995 - Selo: Virgin/Delabel - Formato: CD                                    | CD promocional limitado lançado nas primeiras prensagens francesas de Mellon Collie and the Infinite Sadness. |
| 2000 | Live at Cabaret Metro 10-5-88 - Lançado: 2 de dezembro de 2000 - Selo: Constantinople - Formato: CD                                  | CD limitado distribuído aos participantes que saíram do show final na sala de concertos Metro Chicago Cocnert Hall. Uma gravação do quarto show da banda - o primeiro com Jimmy Chamberlin e o primeiro no Metro. A arte da capa é de James Iha. |
| 2009 | Bonus EP - Lançado: 25 de fevereiro de 2009 - Selo: Live Smashing Pumpkins - Formato: Digital download                               | Lançamento digital de 4 faixas disponível para quem comprou um pacote de duas noites para a 20th Anniversary Tour na Ticketmaster. |

## EPs
| 1991                       | Lull[I] - Lançado: 5 de novembro de 1991 - Selo: Virgin - Formato: 12-inch, CD, CS                                                                        | —  | —  | —  | —   |
| 1992                       | Peel Sessions - Lançado: Junho de 1992 - Selo: Virgin - Formato: 12-inch, CD                                                                              | —  | —  | —  | —   |
| 1996                       | Still Becoming Apart[II] - Lançado: 26 de abril de 1996 - Selo: Virgin - Formato: CD, CS                                                                  | 46 | —  | —  | —   |
| 2008                       | American Gothic - Lançado: 1 de janeiro de 2008 - Selo: Reprise - Formato: CD, digital download                                                           | —  | —  | 77 | 155 |
| 2010                       | Teargarden by Kaleidyscope Vol. 1: Songs for a Sailor - Lançado: 25 de março de 2010[III] - Selo: Self-released - Formato: Digital download, CD+7-inch    | —  | 43 | —  | —   |
| 2010                       | Teargarden by Kaleidyscope Vol. 2: The Solstice Bare - Lançado: 23 de novembro de 2010[III] - Selo: Self-released - Formato: Digital download, CD+12-inch | —  | —  | —  | —   |
| "—" não chegou às tabelas. | |    |    |    |     |

- I ↑  A música "Rhinoceros" foi incluída neste lançamento.
- II ↑  A música "Zero" foi incluída neste lançamento.
- III ↑  Músicas de Songs for a Sailor foram lançadas esporadicamente, uma de cada vez, para serem baixadas a partir de 8 de dezembro de 2009.

## Singles
| Ano                        | Título                                            | Melhores posições nas paradas | Melhores posições nas paradas | Melhores posições nas paradas | Melhores posições nas paradas | Melhores posições nas paradas | Melhores posições nas paradas | Certificações | Álbum                                                            |
| Ano                        | Título                                            | US                            | US Mod. Rock                  | US Main. Rock                 | UK                            | AUS                           | NZ                            | Certificações | Álbum                                                            |
| -------------------------- | ------------------------------------------------- | ----------------------------- | ----------------------------- | ----------------------------- | ----------------------------- | ----------------------------- | ----------------------------- | ------------- | ---------------------------------------------------------------- |
| 1990                       | "I Am One"                                        | —                             | —                             | —                             | —                             | —                             | —                             |               | Single sem álbum                                                 |
| 1990                       | "Tristessa"                                       | —                             | —                             | —                             | —                             | —                             | —                             |               | Single sem álbum                                                 |
| 1991                       | "Siva"                                            | —                             | —                             | —                             | —                             | —                             | 45                            |               | Gish                                                             |
| 1991                       | "Rhinoceros"                                      | —                             | 27                            | —                             | —                             | —                             | —                             |               | Gish                                                             |
| 1992                       | "I Am One"                                        | —                             | —                             | —                             | 73                            | —                             | —                             |               | Gish                                                             |
| 1993                       | "Cherub Rock"                                     | —                             | 7                             | 23                            | 31                            | —                             | 16                            |               | Siamese Dream                                                    |
| 1993                       | "Today"                                           | —                             | 4                             | 28                            | 44                            | —                             | 27                            |               | Siamese Dream                                                    |
| 1994                       | "Disarm"                                          | —                             | 8                             | 5                             | 11                            | 16                            | 29                            |               | Siamese Dream                                                    |
| 1994                       | "Rocket"                                          | —                             | —                             | 28                            | 114                           | —                             | 26                            |               | Siamese Dream                                                    |
| 1995                       | "Bullet with Butterfly Wings"                     | 22                            | 2                             | 4                             | 20                            | 33                            | 41                            | - UK: Prata   | Mellon Collie and the Infinite Sadness                           |
| 1996                       | "1979"                                            | 12                            | 1                             | 1                             | 16                            | 16                            | 9                             | - UK: Ouro    | Mellon Collie and the Infinite Sadness                           |
| 1996                       | "1979" Mixes                                      | —                             | —                             | —                             | —                             | —                             | —                             |               | Single sem álbum                                                 |
| 1996                       | "Zero"                                            | 46                            | 9                             | 15                            | —                             | —                             | 3                             | - NZ: Platina | Mellon Collie and the Infinite Sadness                           |
| 1996                       | "Tonight, Tonight"                                | 36                            | 5                             | 4                             | 7                             | 21                            | 2                             | - UK: Prata   | Mellon Collie and the Infinite Sadness                           |
| 1996                       | "Thirty-Three"                                    | 39                            | 2                             | 18                            | 21                            | —                             | 7                             |               | Mellon Collie and the Infinite Sadness                           |
| 1997                       | "The End Is the Beginning Is the End"             | —                             | 4                             | 12                            | 10                            | 10                            | 6                             | - AUS: Ouro   | Trilha sonora de Batman & Robin                                  |
| 1997                       | "The End Is the Beginning Is the End" The Remixes | —                             | —                             | —                             | 72                            | —                             | —                             |               | Single sem álbum                                                 |
| 1998                       | "Ava Adore"                                       | 42                            | 3                             | 8                             | 11                            | 19                            | 5                             |               | Adore                                                            |
| 1998                       | "Perfect"                                         | 54                            | 3                             | 33                            | 24                            | —                             | 18                            |               | Adore                                                            |
| 2000                       | "Stand Inside Your Love"                          | —                             | 2                             | 11                            | 23                            | 31                            | 17                            |               | Machina/The Machines of God                                      |
| 2000                       | "Try, Try, Try"                                   | —                             | —                             | —                             | 73                            | —                             | —                             |               | Machina/The Machines of God                                      |
| 2000                       | "Untitled"                                        | —                             | —                             | —                             | —                             | —                             | —                             |               | Rotten Apples                                                    |
| 2007                       | "Tarantula"                                       | 54                            | 2                             | 6                             | 59                            | —                             | —                             |               | Zeitgeist                                                        |
| 2007                       | "That's The Way (My Love Is)"                     | —                             | 23                            | 32                            | 94                            | —                             | —                             |               | Zeitgeist                                                        |
| 2008                       | "G.L.O.W."                                        | 108                           | 11                            | 25                            | —                             | —                             | —                             |               | Single sem álbum                                                 |
| 2012                       | "The Celestials"                                  | —                             | —                             | —                             | —                             | —                             | —                             |               | Oceania                                                          |
| 2014                       | "Being Beige"                                     | —                             | —                             | —                             | —                             | —                             | —                             |               | Monuments to an Elegy                                            |
| 2014                       | "One and All"                                     | —                             | —                             | —                             | —                             | —                             | —                             |               | Monuments to an Elegy                                            |
| 2014                       | "Drum + Fife"                                     | —                             | —                             | —                             | —                             | —                             | —                             |               | Monuments to an Elegy                                            |
| 2018                       | "Solara"                                          | —                             | —                             | —                             | —                             | —                             | —                             |               | Shiny and Oh So Bright, Vol. 1 / LP: No Past. No Future. No Sun. |
| 2018                       | "Silvery Sometimes (Ghosts)"                      | —                             | —                             | —                             | —                             | —                             | —                             |               | Shiny and Oh So Bright, Vol. 1 / LP: No Past. No Future. No Sun. |
| 2018                       | "Knights of Malta"                                | —                             | —                             | —                             | —                             | —                             | —                             |               | Shiny and Oh So Bright, Vol. 1 / LP: No Past. No Future. No Sun. |
| 2020                       | "Cyr/The Colour of Love"                          | —                             | —                             | —                             | —                             | —                             | —                             |               | CYR                                                              |
| 2020                       | "Confessions of a Dopamine Addict/Wrath"          | —                             | —                             | —                             | —                             | —                             | —                             |               | CYR                                                              |
| 2020                       | "Anno Satana/Birch Grove"                         | —                             | —                             | —                             | —                             | —                             | —                             |               | CYR                                                              |
| 2020                       | "Ramona/Wyttch"                                   | —                             | —                             | —                             | —                             | —                             | —                             |               | CYR                                                              |
| 2020                       | "Purple Blood/Dulcet in E"                        | —                             | —                             | —                             | —                             | —                             | —                             |               | CYR                                                              |
| 2022                       | "Beguiled"                                        | —                             | —                             | —                             | —                             | —                             | —                             |               | Atum: A Rock Opera in Three Acts                                 |
| 2023                       | "Spellbinding"                                    | —                             | —                             | —                             | —                             | —                             | —                             |               | Atum: A Rock Opera in Three Acts                                 |
| 2023                       | "Empires"                                         | —                             | —                             | —                             | —                             | —                             | —                             |               | Atum: A Rock Opera in Three Acts                                 |
| 2023                       | "Mayonaise"                                       | —                             | —                             | —                             | —                             | —                             | —                             |               | Siamese Dream                                                    |
| 2024                       | "Sighommi"                                        | —                             | —                             | —                             | —                             | —                             | —                             |               | Aghori Mhori Mei                                                 |
| 2024                       | "Who Goes There"                                  | —                             | —                             | —                             | —                             | —                             | —                             |               | Aghori Mhori Mei                                                 |
| "—" não chegou às tabelas. |                                                   |                               |                               |                               |                               |                               |                               |               |                                                                  |

## Singles promocionais
| Canção                               | Ano  | Posições | Posições | Posições | Posições | Posições | Álbum                                       |
| Canção                               | Ano  | US       | US Alt.  | US Main. | CAN      | CAN Alt. | Álbum                                       |
| ------------------------------------ | ---- | -------- | -------- | -------- | -------- | -------- | ------------------------------------------- |
| "Daughter"[I]                        | 1992 | —        | —        | —        | —        | —        | Single sem álbum                            |
| "Drown"                              | 1992 | —        | 24       | —        | —        | —        | Singles: Original Motion Picture Soundtrack |
| "Landslide (cover de Fleetwood Mac)" | 1994 | —        | 3        | —        | 47       | —        | Pisces Iscariot                             |
| "Muzzle"                             | 1996 | —        | 8        | 10       | 33       | 1        | Mellon Collie and the Infinite Sadness      |
| "Eye"                                | 1997 | —        | 8        | —        | —        | —        | Trilha sonora de Lost Highway               |
| "Crestfallen"                        | 1998 | —        | —        | —        | —        | —        | Adore                                       |
| "Daphne Descends"[II]                | 1998 | —        | —        | —        | —        | —        | Adore                                       |
| "Summer"[III]                        | 1998 | —        | —        | —        | —        | —        | Lado B do single Perfect                    |
| "To Sheila"                          | 1999 | —        | —        | —        | —        | —        | Adore                                       |
| "The Everlasting Gaze"               | 1999 | —        | —        | —        | —        | —        | Machina/The Machines of God                 |
| "Heavy Metal Machine"[IV]            | 2000 | —        | —        | —        | —        | —        | Machina/The Machines of God                 |
| "I of the Mourning"                  | 2000 | —        | —        | —        | —        | —        | Machina/The Machines of God                 |
| "The Rose March"                     | 2008 | —        | —        | —        | —        | —        | American Gothic                             |
| "A Song for a Son"                   | 2009 | —        | —        | —        | —        | —        | Teargarden by Kaleidyscope                  |
| "Widow Wake My Mind"                 | 2010 | —        | —        | —        | —        | —        | Teargarden by Kaleidyscope                  |
| "Astral Planes"                      | 2010 | —        | —        | —        | —        | —        | Teargarden by Kaleidyscope                  |
| "The Fellowship"                     | 2010 | —        | —        | —        | —        | —        | Teargarden by Kaleidyscope                  |
| "Freak"                              | 2010 | —        | 27       | —        | —        | —        | Teargarden by Kaleidyscope                  |
| "Owata"                              | 2011 | —        | —        | —        | —        | —        | Teargarden by Kaleidyscope                  |
| "Panopticon"                         | 2012 | —        | —        | —        | —        | —        | Oceania                                     |
| "—" não chegou às tabelas.           |      |          |          |          |          |          |                                             |

- I ↑  "Daughter" foi lançado como um disco flexível de 7" em cópias assinadas da edição de 4 de abril de 1992 da revista Reflex.
- II ↑  "Daphne Descends" foi lançado como um CD promocional exclusivo na França.
- III ↑  Lado B de "Perfect" escrita por James Iha, lançado como um cassete promocional.
- IV ↑  "Heavy Metal Machine" foi lançada como um single promocional antes do lançamento de Machina.

## Álbuns de vídeo
| Ano  | Detalhes do álbum | Certificações  |
| ---- | --- | -------------- |
| 1994 | Vieuphoria - Lançado (VHS): 4 de outubro de 1994 - Lançado (DVD): 26 de novembro de 2002 - Selo: Virgin                          | - EUA: Ouro    |
| 1994 | 23 Minutes[I] - Selo: Virgin - Formato: VHS                                                                                      |                |
| 2001 | Greatest Hits Video Collection - Lançado: 19 de novembro de 2001 - Selo: Virgin - Formato: DVD                                   | - UK: Ouro     |
| 2008 | If All Goes Wrong - Lançado: 1 de dezembro de 2008 - Selo: Coming Home Media - Formato: 2×DVD                                    | - CAN: Platina |
| 2013 | Oceania: Live in NYC - Lançado: 24 de setembro de 2013 - Selo: Universal Music Enterprises - Formato: 2×CD+DVD; 1 Blu-ray; 1 DVD | - CAN: Platina |

- I↑  Esse vídeo foi uma edição limitada lançada em um pacote junto com Siamese Dream que contém os videos para "Siva", "Rhinoceros", "Cherub Rock", "Today", e "Disarm".

## Videoclipes
| Ano  | Canção                                | Diretor                             |
| ---- | ------------------------------------- | ----------------------------------- |
| 1991 | "Siva"                                | Angela Conway                       |
| 1991 | "Rhinoceros"                          | Angela Conway                       |
| 1992 | "I Am One"[I]                         | Kevin Kerslake                      |
| 1993 | "Cherub Rock"                         | Kevin Kerslake                      |
| 1993 | "Today"                               | Stéphane Sednaoui                   |
| 1994 | "Disarm"                              | Jake Scott                          |
| 1994 | "Rocket"                              | Jonathan Dayton e Valerie Faris     |
| 1995 | "Bullet with Butterfly Wings"         | Samuel Bayer                        |
| 1996 | "1979"                                | Jonathan Dayton e Valerie Faris     |
| 1996 | "Zero"                                | Yelena Yemchuk                      |
| 1996 | "Tonight, Tonight"                    | Jonathan Dayton e Valerie Faris     |
| 1996 | "Thirty-Three"                        | Billy Corgan e Yelena Yemchuk       |
| 1997 | "The End Is the Beginning Is the End" | Jonathan Dayton e Valerie Faris[II] |
| 1998 | "Ava Adore"                           | Dom&Nic                             |
| 1998 | "Perfect"                             | Jonathan Dayton e Valerie Faris     |
| 2000 | "The Everlasting Gaze"                | Jonas Åkerlund                      |
| 2000 | "Stand Inside Your Love"              | W.I.Z.                              |
| 2000 | "Try, Try, Try"                       | Jonas Åkerlund                      |
| 2000 | "Untitled" (Versão 1)                 | Bart Lipton                         |
| 2007 | "Tarantula"                           | P.R. Brown                          |
| 2007 | "That's the Way (My Love Is)"         | P.R. Brown                          |
| 2008 | "Superchrist"                         | Justin Coloma                       |
| 2008 | "G.L.O.W."                            | Justin Coloma                       |
| 2011 | "Owata"                               | Robby Starbuck                      |
| 2015 | "Being Beige"                         | Brad Palmer e Brian Palmer          |
| 2015 | "Drum+Fife"                           | Jimmy Allhander e Robin Antiga      |
| 2015 | "Run2me"                              | Linda Strawberry                    |
| 2018 | "Solara"                              | Nick Koenig                         |
| 2018 | "Silvery Sometimes (Ghosts)"          | Billy Corgan                        |
| 2020 | "Cyr"                                 | Linda Strawberry                    |
| 2020 | "The Colour of Love"                  | Mike Anderson                       |
| 2020 | "Confessions Of A Dopamine Addict"    | Mike Anderson                       |
| 2020 | "Anno Satana"                         | Mike Anderson                       |
| 2020 | "Ramona"                              | Linda Strawberry                    |
| 2020 | "Wyttch"                              | Charlotte Kemp Muhl                 |
| 2022 | "Beguiled"                            | Linda Strawberry                    |
| 2023 | "Empires"                             | Kevin Kerslake                      |
| 2023 | "Spellbinding"                        | Kevin Kerslake                      |

- I↑ Este videoclipe não havia sido lançado antes de ser incluído no DVD de 2001 Greatest Hits.
- II↑ Este videoclipe contém imagens de Batman & Robin, dirigido por Joel Schumacher.

Um "videoclipe interativo" exclusivo da Internet foi lançado para "The Crying Tree of Mercury" pela MTV em março de 2000, dirigido por Billy Corgan.